# Ezequiel Formosa
Ezequiel Formosa (Matheu, Buenos Aires, 8 de marzo de 1995) es un futbolista argentino que juega de defensor. Actualmente integra el plantel del Colegiales de la Primera B Metropolitana.

## Clubes
| Club       | País      | Año           | PJ | Goles |
| ---------- | --------- | ------------- | -- | ----- |
| Colegiales | Argentina | 2015-presente | 19 | 0     |